# Gilberto Cavicchioli
Gilberto Cavicchioli (Mantova, 17 aprile 1939) è uno scrittore e politico italiano.

## Biografia
Ha svolto per 20 anni la professione di esperto di marketing presso un'azienda della provincia di Mantova e poi intensa attività politica nel Partito Socialista Italiano e amministrativa nel Comune di Mantova. Fra il 1977 e il 1995 è stato consigliere del Comune di Mantova e assessore alla cultura e alla pubblica istruzione.
È autore di numerosi libri di poesia e di memorialistica.
Risiede nel comune di Curtatone.

## Opere
- La cassa azzurra - racconti, Edizioni Bancarella, 1973.
- Pietro Annigoni - Saggio introduttivo, Edizioni Edison, 1976.
- Na bandiera culur dal sangue - Poesie sociali in dialetto mantovano, Scheiwiller, 1980.
- Denti di sale - Poesie, Aepi Editori, 1981.
- Canto e controcanto - Poesie, Claudio Lombardi Editore, 1983.
- Surfina - Favola, Garzanti/Vallardi Editori, 1985.
- Canzoni del mare - Poesie, Edizioni "Il Laboratorio", 1987.
- Testimonianze di socialismo mantovano, Istituto Provinciale per la storia del Movimento di Liberazione nel Mantovano, 1988.
- I monti di Venere - Poesie, Claudio Lombardi Editore, 1990.
- L'esodo dalle campagne del Mantovano,  Istituto Provinciale per la storia del Movimento di Liberazione nel Mantovano, 1991.
- Galeb - Poesie, Claudio Lombardi Editore, 1994.
- Polifonia - Poesie, Edizioni "La Corte", 1994.
- Poema d'agosto - Poesie, Claudio Lombardi Editore, 1996.
- Piccoli prati - Poesie, Edizioni del Quaderno, 1998.
- Ossidiana - Poesie, Edizioni del Quaderno, 1999.
- Illiria - Poesie, Edizioni del Quaderno, 2000.
- Insula - Poesie, Sometti Editore, 2001.
- Gente di Fiera e Catena: un quartiere nella città, Edizioni Postumia, 2002.
- Campus stellae - Poesie, Edizioni Postumia, 2003.
- Eppur bisogna andare: soldati mantovani nella bufera della seconda guerra mondiale, Edizioni Postumia, 2005.
- Chimera - Poesie, Edizioni Postumia, 2007.
- Resistenza - Storie di giovani che si batterono per la nostra libertà, Edizioni Postumia, 2008.
- Nera è la morte - I mantovani e la violenza fascista - 1919-1945, Edizioni Istituto di Storia Contemporanea di Mantova, 2013, ISBN 978-88-97167-08-2.
- Maestrale - Poesie, Edizioni Postumia, 2014[3].
- Otok - Poesie, Edizioni Postumia, 2015[4].